# Titularbistum Celerina
Celerina ist ein Titularbistum der römisch-katholischen Kirche.
Die in Nordafrika gelegene Stadt war ein alter römischer Bischofssitz, der im 7. Jahrhundert mit der islamischen Expansion unterging. Dieser lag in der römischen Provinz Numidien.
| Titularbischöfe von Celerina |                            |                                                             |                  |                    |
| Nr.                          | Name                       | Amt                                                         | von              | bis                |
| 1                            | Georges-Louis Mercier MAfr | Apostolischer Vikar von Ghardaïa nel Sahara (Algerien)      | 21. Juni 1948    | 14. September 1955 |
| 2                            | Luís Victor Sartori        | Koadjutorbischof von Santa Maria (Brasilien)                | 10. Januar 1956  | 14. September 1960 |
| 3                            | Karl Gnädinger             | Weihbischof in Freiburg (Deutschland)                       | 5. November 1960 | 12. März 1995      |
| 4                            | Mark Sopi                  | Apostolischer Administrator von Prizren (Serbien)           | 2. November 1995 | 11. Januar 2006    |
| 5                            | Athanasius Schneider ORC   | Weihbischof in Karaganda Weihbischof in Astana (Kasachstan) | 8. April 2006    |                    |